# Communauté de communes du canton de Saint-Sauveur-Lendelin
La communauté de communes du canton de Saint-Sauveur-Lendelin est une ancienne communauté de communes française, située dans le département de la Manche et la région Basse-Normandie.

## Historique
La communauté de communes de Saint-Sauveur-Lendelin a été créée le 28 décembre 1993. Le 1er janvier 2014, elle fusionne avec les communautés de communes du canton de Cerisy-la-Salle, du canton de Coutances et du canton de Gavray pour former la communauté du Bocage coutançais.

## Composition
Elle était composée des onze communes suivantes, toutes du canton de Saint-Sauveur-Lendelin :
- Camprond
- Hauteville-la-Guichard
- Le Mesnilbus
- Montcuit
- Monthuchon
- Muneville-le-Bingard
- La Ronde-Haye
- Saint-Aubin-du-Perron
- Saint-Michel-de-la-Pierre
- Saint-Sauveur-Lendelin
- Vaudrimesnil

## Administration
| Période      | Période       | Identité           | Étiquette | Qualité                           |
| ------------ | ------------- | ------------------ | --------- | --------------------------------- |
| janvier 1994 | juillet 1995  | Gérard de Gourmont | SE        | Maire de Monthuchon               |
| juillet 1995 | avril 2008    | Gérard Coulon      | DvD       | Adjoint au maire de La Ronde-Haye |
| avril 2008   | décembre 2013 | Patrick Leclerc    | SE        | Maire de Saint-Sauveur-Lendelin   |